# Darude
Darude is het pseudoniem van de Finse dj en producer Ville Virtanen (Eura, 17 juli 1975), die voornamelijk dance maakt.

## Carrière
Op 26 oktober 1999 bracht Virtanen zijn eerste single Sandstorm uit in Finland en had daar meteen succes. De plaat werd in 2000 in een heruitgave ook in andere landen uitgebracht en werd ook daar een hit. De single bereikte een 14de plaats in de Nederlandse Top 40 en in de Vlaamse Ultratop 50. Een andere bekende single van Darude is Feel the Beat, dat echter niet zo'n succes werd als de eerste single. Tegenwoordig draait hij nog overal in de Verenigde Staten.
Darude vertegenwoordigde samen met Sebastian Rejman Finland op het Eurovisiesongfestival 2019 in Tel Aviv, Israël. Dit was geen succes: de act sneuvelde in de eerste halve finale als zeventiende en laatste met 23 punten.

## Discografie

### Singles
| Single met eventuele hitnotering(en) in de Nederlandse Top 40 | Datum van verschijnen | Datum van binnenkomst | Hoogste positie | Aantal weken | Opmerkingen             |
| ------------------------------------------------------------- | --------------------- | --------------------- | --------------- | ------------ | ----------------------- |
| Sandstorm                                                     | 2000                  | 22-7-2000             | 14              | 13           | Dancesmash op Radio 538 |
| Feel The Beat                                                 | 2000                  | 21-10-2000            | 24              | 5            | Dancesmash op Radio 538 |

| Single met hitnotering(en) in de Vlaamse Ultratop 50 | Datum van verschijnen | Datum van binnenkomst | Hoogste positie | Aantal weken | Opmerkingen |
| ---------------------------------------------------- | --------------------- | --------------------- | --------------- | ------------ | ----------- |
| Sandstorm                                            | 1999                  | 26-08-2000            | 14              | 12           |             |
| Feel The Beat                                        | 2000                  | 04-11-2000            | 12              | 8            |             |

### NPO Radio 2 Top 2000
| Nummer met noteringen in de NPO Radio 2 Top 2000 | '18  | '19  | '20  | '21  | '22  | '23  | '24  |
| ------------------------------------------------ | ---- | ---- | ---- | ---- | ---- | ---- | ---- |
| Sandstorm                                        | 1513 | 1654 | 1481 | 1261 | 1433 | 1381 | 1270 |

1. ↑  Een vetgedrukt getal geeft de hoogste notering aan.
2. ↑  2018 was het eerste jaar met een notering voor dit nummer.

## Trivia
- Het nummer Sandstorm en de zin "welk nummer is dit?" werden een internetmeme nadat een populair Twitch-kanaal het nummer gebruikt had. Vooral op YouTube werden reacties waarin iemand vroeg welk nummer te horen was, beantwoord met "Darude, Sandstorm". De meme werd zo populair dat Darude mocht optreden tijdens Dreamhack Winter 2013, een conventie voor gamers en anderen die geïnteresseerd zijn in technologie.